# Kaplica św. Antoniego i św. Katarzyny w Birkirkarze
Kaplica świętego Antoniego i świętej Katarzyny (malt. Il-kappella ta’ Sant’Antnin ta’ Padova u Santa Katerina, ang. Chapel of St Anthony and St Catherine) – niewielki rzymskokatolicki kościół w Birkirkarze na Malcie. Wchodzi w skład parafii św. Heleny w tejże miejscowości. 

## Historia

### Pierwsza kaplica
Świątynia wydaje się być jedną z najstarszych w Birkirkarze, stoi przy zbiegu uliczek Triq il-Kbira i Triq Sant’Elena, w geograficznym centrum miejscowości. W przeszłości była bardziej znana jako kaplica 
św. Katarzyny Aleksandryjskiej, świętej, której wizerunek do dziś widnieje na obrazie tytularnym. Pierwsza kaplica pod tym wezwaniem zbudowana została w tym miejscu w 1571 na koszt niejakiego Leonardo (Nardu) Tonny. Podczas wizyty wizytatora papieskiego Dusiny w 1575 kaplica jest wymieniana jako „św. Katarzyny”, podobnie jak podczas wizyty biskupa Cagliaresa w 1615 oraz biskupa Canavesa w 1716. W raporcie z tej ostatniej wizyty wspomniane jest, że tytułowy obraz przedstawia Matkę Boską z Dzieciątkiem, św. Katarzynę i św. Antoniego Padewskiego.
W 1620 kaplica została odnowiona. Cztery dekady później, w 1658 (Ferres podaje datę 20 marca 1654), biskup Balaguer zdesakralizował kaplicę, lecz już w roku 1659 spełniała na powrót swoją funkcję.     

### Istniejąca świątynia
Z czasem znów potrzebne były naprawy, w końcu w 1828 zbudowana została kaplica istniejąca do dzisiaj, koszty jej budowy pokryli parafianie.
W 1992, przed mającym mieć miejsce w 1993 kolejnym Kongresem Eucharystycznym, wykonano wiele prac naprawczych i upiększających w kaplicy; kolejne, tym razem kompleksowe odrestaurowanie świątyni nastąpiło w latach 2016–2019.

## Architektura

### Wygląd zewnętrzny
Fasada kaplicy ograniczona jest z każdej strony dwoma kompozytowymi filarami, podtrzymującymi biegnący nad fasadą i elewacjami bocznymi gzyms z niewysokim murkiem. Nad częścią frontową bogato zdobione zwieńczenie z krzyżem na szczycie, i dwoma z każdej strony elementami zdobniczymi w formie stylizowanego żołędzia. Nad centralnie umieszczonymi drzwiami supraporta zwieńczona naczółkiem. Nad nim okno w formie elipsy w bogato zdobionej motywami roślinnymi ramie. Wnętrze okna zdobione elementami symbolizującymi patronów kaplicy: lilią (św. Antoni) i gałązką palmową (św. Katarzyna).
Sporych rozmiarów dzwonnica, mieszcząca cztery dzwony wznosi się po prawej stronie na tyłach budynku. Kaplicę przykrywa eliptyczna kopuła z latarnią. 

### Wnętrze
Wnętrze świątyni w stylu barokowym, rozplanowane z centralnie położoną kopułą w formie elipsy i marmurową posadzką z 1899. Naprzeciw głównego wejścia znajduje się apsyda z tradycyjnie położonym polichromowanym marmurowym ołtarzem. Na ozdobnej predelli ołtarza marmurowe zadaszenie z 1992 do ekspozycji monstrancji z Najświętszym Sakramentem. Trzy filary z każdej strony apsydy również są wykonane z marmuru.
Obraz tytularny we wnęce nad ołtarzem przedstawia Madonnę z Dzieciątkiem w otoczeniu aniołów, zaś u jej stóp świętych patronów kaplicy. Po prawej stronie zza postaci św. Antoniego wyłania się św. Marek Ewangelista. Nie jest znany czas powstania obrazu ani jego wykonawca. Na tyłach apsydy jest zakrystia, zaś nad wejściem umieszczona jest galeria organowa.
Do 1992 w świątyni znajdował się drugi ołtarz, usytuowany po jej lewej stronie.
Kaplica posiada figury św. Antoniego z Padwy oraz Madonny z Lourdes.

## Ochrona dziedzictwa kulturowego
27 sierpnia 2012 obiekt wpisany został na listę National Inventory of the Cultural Property of the Maltese Islands pod numerem 00238.